# Swakopmund Museum

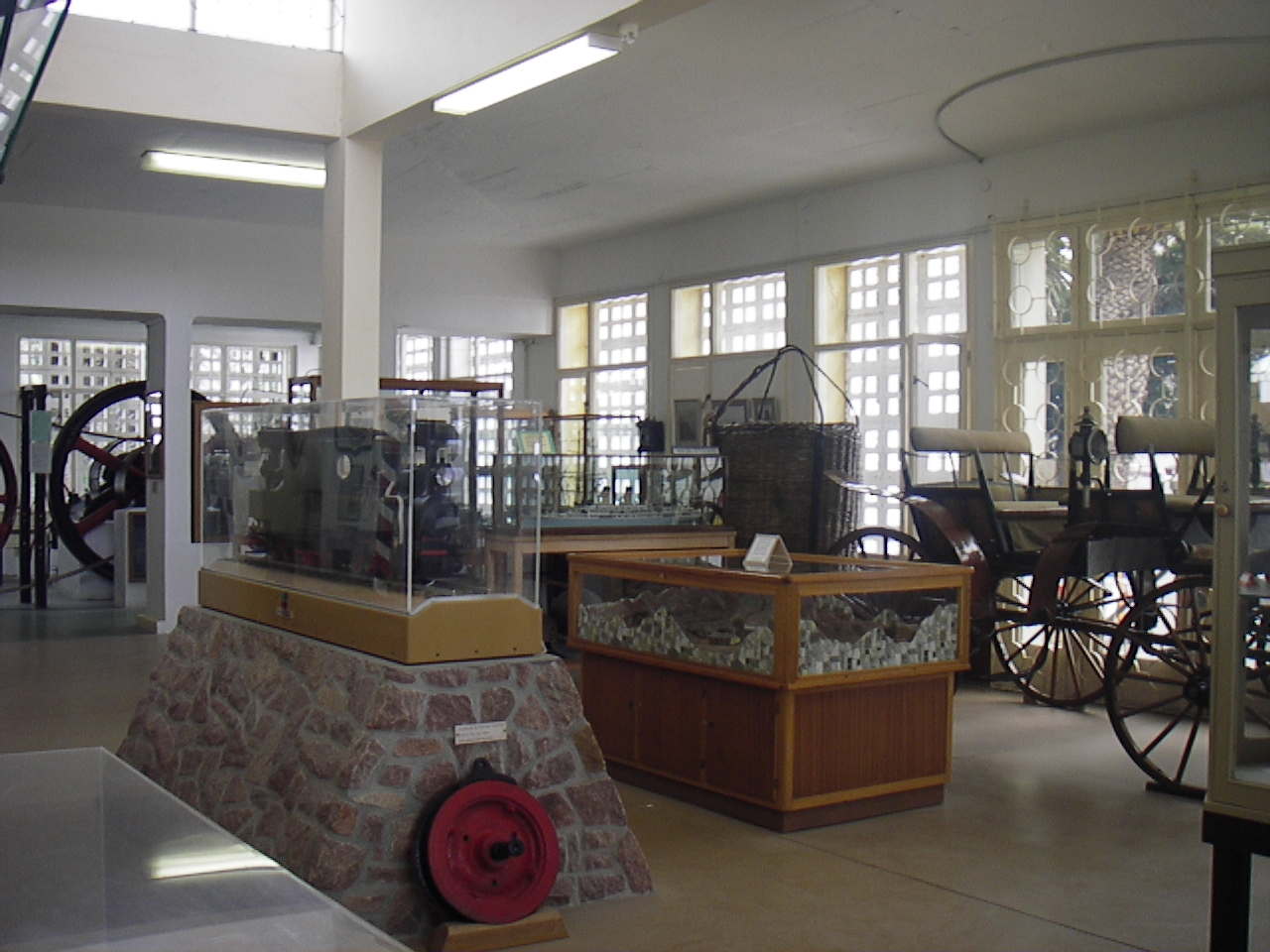
Innenansicht

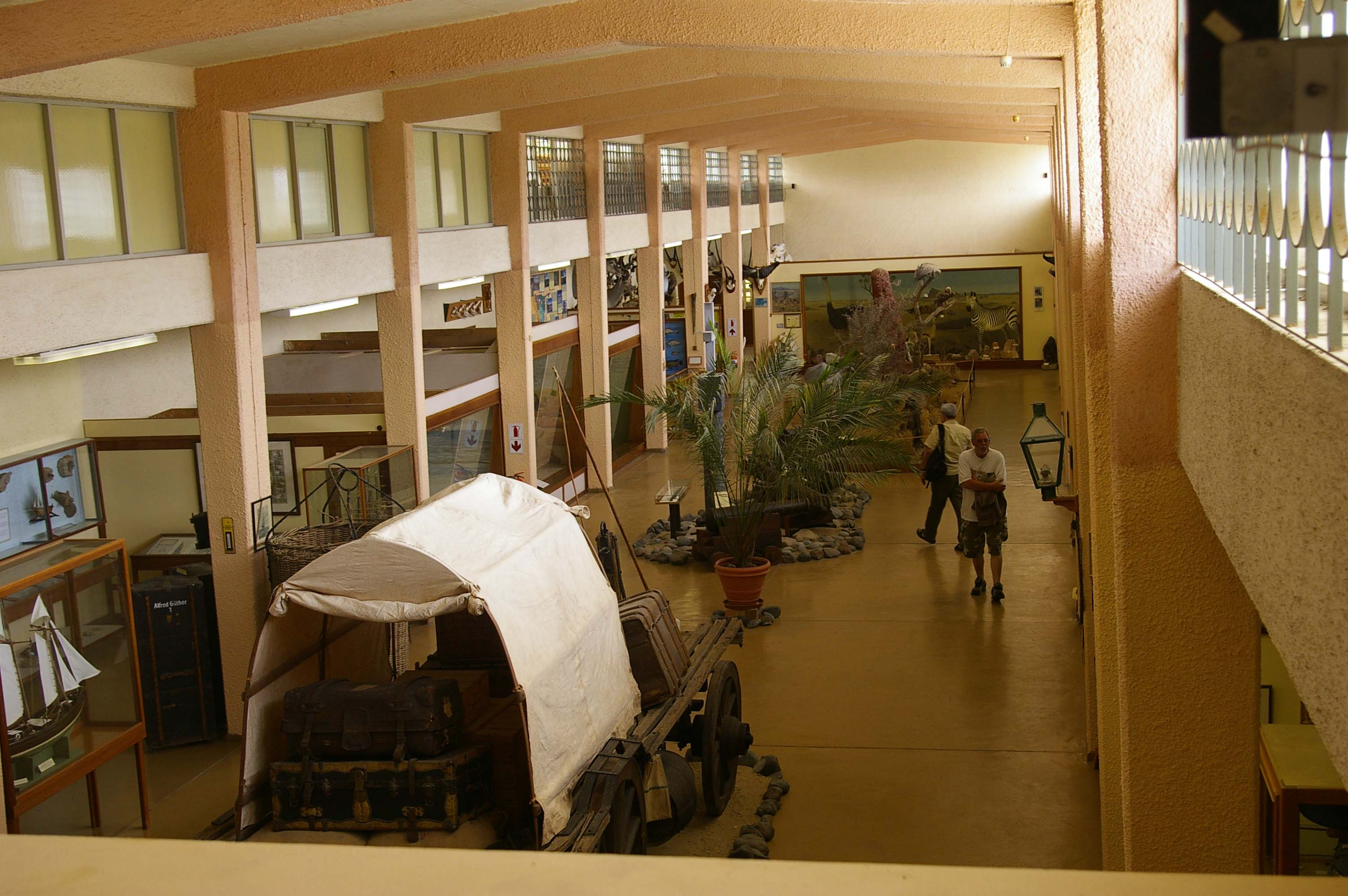
Halle 1 des Museums

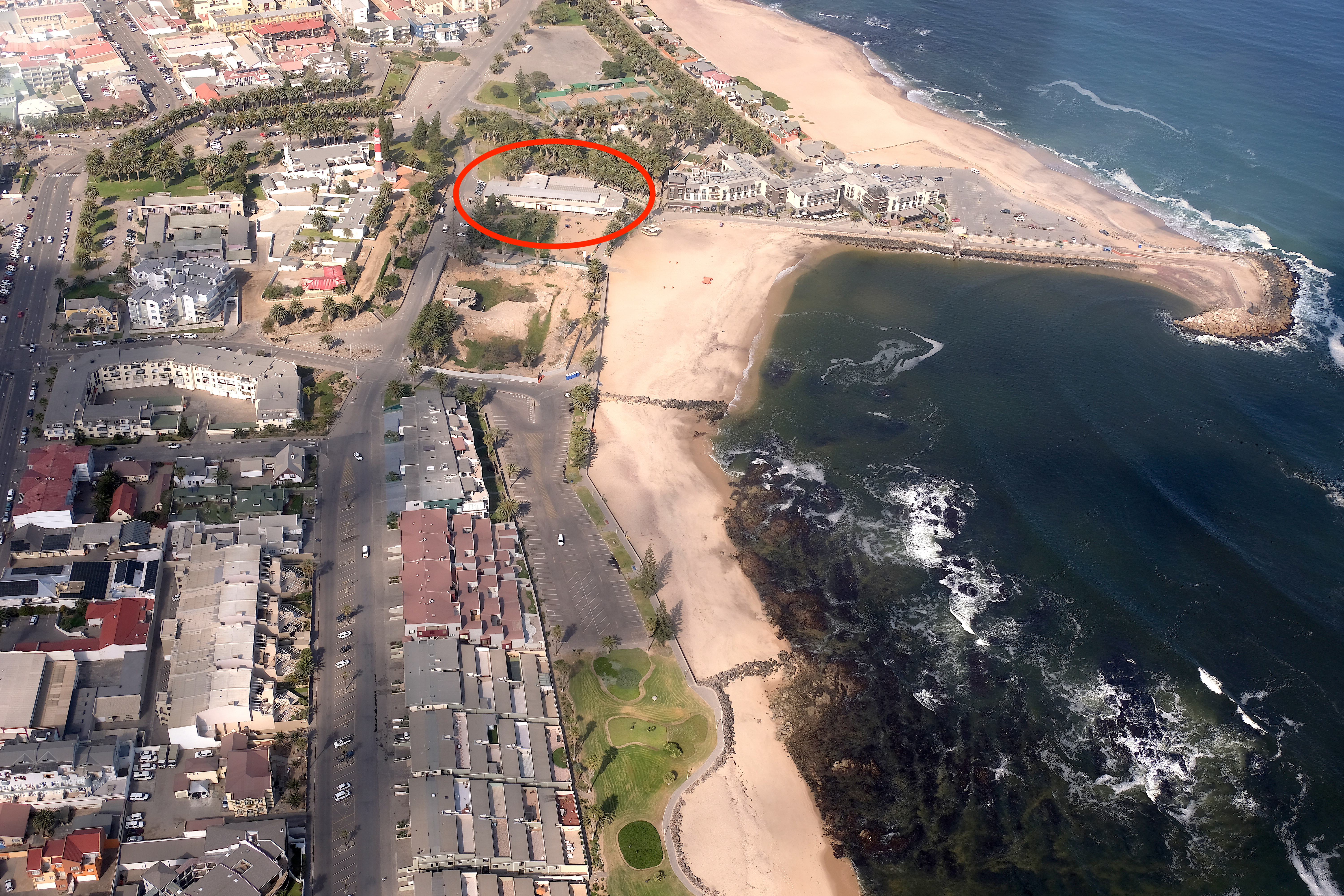
Luftaufnahme des Swakopmund Museum

Das Swakopmund Museum (selten auch Museum Swakopmund) ist das Heimat- und Naturkundemuseum von Swakopmund in Namibia. Träger des Museums ist die Wissenschaftliche Gesellschaft Swakopmund (englisch Scientific Society Swakopmund). Das Museum ist das größte Museum seiner Art im Land.

## Geschichte
Das Museum wurde 1951 vom Zahnarzt Alfons Weber als Dr. Weber-Museum gegründet und durchwanderte seitdem zahlreiche Um- und Ausbaumaßnahmen. Hintergrund der Gründung war die Unterbringung der zahlreichen über 20 Jahre gesammelten Gegenstände von Weber.
Ein ehemaliger Schutztruppenoffizier spendete erste afrikanische Erinnerungsstücke und Fotos. Zudem wurden regional verschiedene alte Fotos, Zeitschriften, Bücher, Uniformen und Waffen gesammelt. Webers zahlreiche Freunde spendeten alte Waffen und sonstige Andenken aus der Zeit der deutschen Schutztruppe.
In den Jahren nach der Eröffnung fanden zahlreiche Erweiterungen der Bestände statt, mit dem Ziel Anschauungsmaterial für Schulklassen und Literatur, Vorträge und Sonderveranstaltungen sowie Fortbildungsmöglichkeiten für Erwachsene zu bieten. Auch heute verfolgt das Museum das Ziel eines städtischen Informations- und Kulturzentrums.

## Museumsgebäude
An der Mole, unterhalb des Swakopmunder Leuchtturmes, stellte die Stadtverwaltung Swakopmund ein Grundstück mit der Ruine des ehemaligen Kaiserlichen Hauptzollamtes zur Verfügung. Das zunächst „Kulturzentrum“ genannte Gebäude, das neben dem Museum eine öffentliche Bücherei und eine Lesehalle beherbergte, wurde am 5. März 1960 eröffnet. Während sich das Museum durch zahlreiche Anbauten noch heute in dem Gebäude befindet, ist die landesweit wichtige Sam-Cohen-Bibliothek seit 1977 auf ein eigenes Grundstück gezogen. Dort befindet sich auch der historische Otavi-Bahnhof.
Namibia Breweries spendete dem Museum 2007 die historische Werkskneipe der ehemaligen Hansa Brauerei, die Zentrum eines neuen Museums-Cafés mit Blick auf den Atlantik wurde.

## Ausstellung
Die Schwerpunkte der Ausstellungen liegen auf der Geschichte und Natur der namibischen Küstenregion und der Heimatgeschichte der Stadt Swakopmund. 
Besonderer Anziehungspunkt ist die Originaleinrichtung der berühmten Swakopmunder Adler-Apotheke, sowie eine umfangreiche Ausstellung über die ethnischen Gruppen Namibias, ein originaler Ochsenwagen, diverse Dioramen zu geschichtlichen Ereignissen in Namibia sowie eine umfangreiche Sammlung namibischer Insekten.
Ein weiterer Schwerpunkt ist die Sammlung der Geowissenschaften mit einer ausgesuchten Mineraliensammlung von z. T. seltenen Exponaten aus Tsumeb und Umgebung, aus der Namib und dem Erongogebirge sowie eine Ausstellung über die Geologie des Landes.